# Radio Nova (Finland)

Radio Nova är en radiostation i Finland, som inledde sin verksamhet 1997. Fokus för sändningarna är popmusik och målgruppen är personer i åldern 25-44 år.